# 이나즈마 일레븐
《이나즈마 일레븐》(일본어: イナズマイレブン)은 LEVEL-5가 개발한 일본의 축구 비디오 게임 시리즈이다. 2016년까지 전 세계적으로 800만장 이상 판매되었고 만화, 애니메이션 등 여러 매체화되었다. 한국에서는 썬더일레븐이란 제목으로 발매되었다.

## 비디오 게임

### 본편

#### 오리지널 시리즈
- 《이나즈마 일레븐》 (2008)
- 《이나즈마 일레븐 2: 위협의 침략자》 (2009)
- 《이나즈마 일레븐 3: 세계로의 도전!!》 (2010)
- 《이나즈마 일레븐 영웅들의 그레이트 로드》 (2025)

#### GO 시리즈
- 《이나즈마 일레븐 GO》 (2011)
- 《이나즈마 일레븐 GO 2 크로노 스톤》 (2012)
- 《이나즈마 일레븐 GO 갤럭시》 (2013)

### 스핀오프 작품
- 《이나즈마 일레븐 스트라이커스》 (2011)
- 《이나즈마 일레븐 스트라이커스 2012 익스트림》 (2012)
- 《이나즈마 일레븐 GO 스트라이커스 2013》 (2013)
- 《이나즈마 일레븐 1·2·3!! 엔도 마모루 전설》 (2013, 합본)

## 다른 매체

### 만화
- 《이나즈마 일레븐》 (2008-2011)
- 《이나즈마 일레븐 GO》 (2011-2014)

### 애니메이션
- 《썬더일레븐》 (2008-2011)
- 《썬더일레븐 GO》 (2011-2012)
  - 《썬더일레븐 GO 크로노스톤》 (2012-2013)
  - 《썬더일레븐 GO 갤럭시》 (2013-2014)
- 《이나즈마 일레븐 아레스의 천칭》 (2018)
- 《이나즈마 일레븐 오리온의 각인》 (2018-2019)

#### 극장판
- 《썬더일레븐 극장판: 최강군단 오우거의 습격》 (2010)
- 《극장판 썬더일레븐 GO: 궁극의 우정 그리폰》 (2011)
- 《극장판 썬더일레븐 GO VS 골판지 전사 W》 (2012)
- 《극장판 이나즈마 일레븐 초차원 드림매치》 (2014)

#### 웹 애니메이션
- 《이나즈마 일레븐 아우터 코드》 (2016)